# Luke Bambridge
Luke Bambridge (ur. 21 stycznia 1995 w Nottingham) – brytyjski tenisista.

## Kariera tenisowa
Zawodowym tenisistą Bambridge jest od 2012 roku.
Startując w zawodach rangi ATP Tour wygrał trzy turnieje w konkurencji gry podwójnej z dziewięciu rozegranych finałów.
W rankingu gry pojedynczej Bambridge najwyżej był na 481. miejscu (9 maja 2016), a w klasyfikacji gry podwójnej na 41. pozycji (27 maja 2019).

### Finały w turniejach ATP Tour
| Legenda                                      |
| -------------------------------------------- |
| Wielki Szlem                                 |
| Igrzyska olimpijskie                         |
| Tennis Masters Cup / ATP Finals              |
| ATP Masters Series / ATP Tour Masters 1000   |
| ATP International Series Gold / ATP Tour 500 |
| ATP International Series / ATP Tour 250      |

#### Gra podwójna (3–6)
| Końcowy wynik | Nr | Data                 | Turniej      | Nawierzchnia   | Partner           | Przeciwnicy                       | Wynik finału   |
| ------------- | -- | -------------------- | ------------ | -------------- | ----------------- | --------------------------------- | -------------- |
| Zwycięzca     | 1. | 30 czerwca 2018      | Eastbourne   | Trawiasta      | Jonny O’Mara      | Ken Skupski Neal Skupski          | 7:5, 6:4       |
| Zwycięzca     | 2. | 21 października 2018 | Sztokholm    | Twarda (hala)  | Jonny O’Mara      | Marcus Daniell Wesley Koolhof     | 7:5, 7:6(8)    |
| Finalista     | 1. | 5 stycznia 2019      | Pune         | Twarda         | Jonny O’Mara      | Rohan Bopanna Divij Sharan        | 3:6, 4:6       |
| Finalista     | 2. | 3 marca 2019         | São Paulo    | Ceglana (hala) | Jonny O’Mara      | Federico Delbonis Máximo González | 4:6, 3:6       |
| Finalista     | 3. | 5 maja 2019          | Estoril      | Ceglana        | Jonny O’Mara      | Jérémy Chardy Fabrice Martin      | 5:7, 6:7(3)    |
| Finalista     | 4. | 10 stycznia 2020     | Doha         | Twarda         | Santiago González | Rohan Bopanna Wesley Koolhof      | 6:3, 2:6, 6–10 |
| Zwycięzca     | 3. | 18 stycznia 2020     | Auckland     | Twarda         | Ben McLachlan     | Marcus Daniell Philipp Oswald     | 7:6(3), 6:3    |
| Finalista     | 5. | 23 lutego 2020       | Delray Beach | Twarda         | Ben McLachlan     | Bob Bryan Mike Bryan              | 6:3, 5:7, 5–10 |
| Finalista     | 6. | 2 maja 2021          | Estoril      | Ceglana        | Dominic Inglot    | Hugo Nys Tim Pütz                 | 5:7, 6:3, 3–10 |